# Rio Humboldt
Le rio Humboldt est une rivière brésilienne du nord de l'État de Santa Catarina.
Sa jonction avec le rio Novo, dans le centre de la ville de Corupá, donne naissance au rio Itapocu. Le rio Humboldt naît dans la municipalité de Campo Alegre avec de traverser celle de São Bento do Sul. En amont, près de sa source, la rivière est nommée rio Vermelho. Anciennement, elle portait le nom de rio Humboldt sur toute sa longueur, en hommage au naturaliste Alexander von Humboldt.